# David Bonpain
David Marie Bonpain, né à Dunkerque le 11 avril 1875 et décédé dans la même ville le 30 décembre 1958, est un architecte et dessinateur français, père de l'Abbé Bonpain (René)

## Biographie
David Bonpain est élève de Louis Marie Cordonnier à l'école des Beaux-arts de Lille et poursuit sa formation à l’École nationale des beaux arts dans l'atelier de Jean-Louis Pascal.
Il s'installe comme architecte à Dunkerque en 1904. Il poursuit en parallèle un travail de dessins.
Durant la première guerre mondiale, il est gravement blessé et reçoit la Légion d'honneur et la Croix de guerre 14-18. En 1916 la famille déménage temporairement à Nice avant de revenir à Dunkerque. 
Après une période de rééducation, il reprend son travail d'architecte et de dessins. Il se fait élire conseiller municipal sur la liste Républicaine des Intérêts Dunkerquois pour le Canton Ouest en 1919, est réélu  en 1925 mais est battu en 1929. Durant la Seconde Guerre mondiale la famille se réfugie à La Rochelle.
Il épouse le 14 juin 1904 Marie Laure Dewulf. Ensemble ils auront 10 enfants, dont René Bonpain qui sera fusillé le 30 mars 1943 à Bondues.

## Principales constructions
1908-1911 Agrandissement du musée municipal de Dunkerque Détruit depuis 
1914-1924 Immeuble de la Société Worms et Compagnie,10bis quai de la Citadelle à Dunkerque 